# 고토츠메 유카리
고토츠메 유카리(일본어: 琴爪 ゆかり)는 도에이 애니메이션 키라키라☆프리큐어 아라모드에 등장하는 가공의 인물이다. 애니메이션 성우는 후지타 사키이다.

## 프로필
| 고토츠메 유카리      | 고토츠메 유카리            |
| -------------------- | -------------------------- |
| 성별                 | 여자                       |
| 생일                 | 6월 11일                   |
| 별자리               | 쌍둥이자리                 |
| 상징 스윗츠          | 블루베리 마카롱            |
| 소속                 | 키라파티                   |
| 포지션               | 주연, 조력자, 히로인       |
| 변신체               | 큐어 마카롱                |
| 상징색               | 자주색                     |
| 등장 프리큐어 시리즈 | 키라키라☆프리큐어 아라모드 |

## 인물
키라키라☆프리큐어 아라모드에 등장하는 소녀.
17세의 여고생으로 학교는 물론 마을에서까지 소문이 자자한 편이며 공부는 물론 다도, 스포츠 등에도 재능이 뛰어난 편이다.
우아하고 고상하나 속마음을 잘 보이지 않으며 쿨하고 침착한 성격이다.

## 큐어 마카롱
고토츠메 유카리가 프리큐어로 변신한 모습. 상징색은 보라색, 상징 스위츠는 마카롱이다. 마카롱 모양의 치마에 보라색 오버니부츠와 전체적으로 보라색인 의상을 입고 있다. 고양이 꼬리와 귀가 달려 있다.

### 필살기
- 마카롱 쥘리엔느